# Avløs Station
Avløs Station (Avløs stasjon) er en metrostation på Kolsåsbanen på T-banen i Oslo. Stationen åbnede 1. juli 1924 som en del af sporvejen Lilleakerbanen men blev senere en del af Kolsåsbanen.
Stationen blev lukket for opgradering sammen med det meste af banen 1. juli 2006, og i stedet indsattes der busser. Opgraderingen bestod blandt andet i længere perroner, der kan tage tog med seks vogne ligesom det meste af den øvrige T-bane. Stationen genåbnede 15. december 2013 og fungerede som midlertidig endestation for Kolsåsbanen, indtil det sidste stykke til Kolsås genåbnede 12. oktober 2014.